# Jacob Shapiro
Jacob „Gurrah” Shapiro (5 mai 1899 - 9 iunie 1947) a fost un gangster newyorkez care, împreună cu partenerul său Louis "Lepke" Buchalter, a controlat operațiunile de racketeering din New York timp de două decenii și a fost unul dintre membrii cheie ai organizației Murder, Inc.

## Biografie
Shapiro s-a născut în 1899 la Odessa în Imperiul Rus. În timp ce era îngrijit într-o instituție romano-catolică⁠(d) din Brooklyn, acesta devine prieten cu Joseph Valachi⁠(d) și Jimmy „The Shiv” DeStefano. În această perioadă, Shapiro și-a întâlnit viitorul partener, Louis Buchalter, în timp ce ambii încercau să jefuiască același magazin mobil⁠(d). În loc să intre în conflict, cei doi au decis să stabilească un parteneriat. Relația celor doi a durat zeci de ani, Buchalter fiind cel care plănuia activitățile și Shapiro cel care le executa. Mai târziu, aceștia au intrat în contact cu gangsterii Meyer Lansky și Lucky Luciano, amândoi ucenici⁠(d) ai mafiotului Arnold Rothstein.
Deși se susține că perechea a fondat Murder Inc., organizația era deja activă când aceștia au devenit clienți fideli ai acesteia alături de Sindicatul național al crimei, un grup de familii implicate în crima organizată înființat de Luciano și Lansky în 1929.

## Presiunea autorităților
La începutul anilor 1930, procurorul american Thomas E. Dewey începe să cerceteze activitățile persoanelor implicate în crima organizată din New York. Presați de noile operațiuni ale autorităților, gangsterul Dutch Schultz cere Sindicatului național al crimei să-i permită să-l ucidă pe Dewey. Deși Shapiro și Anastasia au fost de acord cu acesta, Buchalter și ceilalți membri ai Sindicatului au refuzat să aprobe asasinarea deoarece ar conduce la o serie de investigații federale și posibil la descoperirea organizației. Tulburați de cererea lui Schultz, aceștia i-au cerut lui Buchalter să îl ucidă. Pe 23 octombrie 1935, Schultz și câțiva asociați au fost împușcați de asasini ai Murder, Inc. într-un restaurant din Newark, New Jersey.
La scurt timp după moartea lui Schultz, Shapiro și Buchalter intră în atenția lui Dewey. În octombrie 1936, cei doi sunt condamnați în baza legii antitrust Sherman⁠(d) la doi ani de închisoare în Sing Sing. La auzul acestei vești, Shapiro s-a făcut nevăzut timp de un an. Cu toate acestea, pe 14 aprilie 1938 s-a predat agenților FBI și a fost încarcerat. Pe 5 mai 1944, Shapiro, acuzat de conspirație și șantaj, a primit o sentință de 15 până la 100 de ani.
Se speculează că înainte de condamnarea lui Buchalter în 1944, Shapiro i-ar fi trimis acestuia un bilet în perioada judecării cazului său în New York. În bilet era mesajul „Ți-am spus eu”. Pe 4 martie 1944, Buchalter a fost executat în Sing Sing pe scaunul electric. Shapiro a susținut până la moartea sa din cauza unui infarct miocardic că dacă Dewey ar fi fost ucis, el și ceilalți membri ai Murder, Inc. ar fi fost liberi.